# あふれる涙
「あふれる涙」（ - なみだ）はBEGIN4枚目のシングル。1992年10月25日発売。発売元はファンハウス。

## 解説
ファンハウス移籍第一弾シングル。

## トラック
全作曲：BEGIN
1. あふれる涙
  - 作詞：沢ちひろ／編曲：岡田徹
2. あの空の下で
  - 作詞：BEGIN／編曲：白井良明